# Sant Cristòfol d'Erill la Vall
Sant Cristòfol d'Erill la Vall és una capella romànica del poble d'Erill la Vall, en el terme de la Vall de Boí. Pertany al territori de l'antic terme municipal de Barruera.
Està situada a les Bordes d'Erill, un quilòmetre al nord-oest del poble d'Erill la Vall, i uns 400 metres més amunt.
Només se'n conserven unes filades de pedres, en part colgades, que dibuixen clarament l'absis i part de la nau. Podria tractar-se d'una església d'una sola nau amb absis únic, coberta amb embigat de fusta.
És una obra de tradició romànica popular, però molt tardana. Pot ser de darreries del segle xii o fins i tot posterior.